# Bartolomeo Anglico
Bartolomeo Anglico, in latino Bartholomaeus Anglicus (1200 c.a. – 1272), è stato un francescano e scrittore inglese.

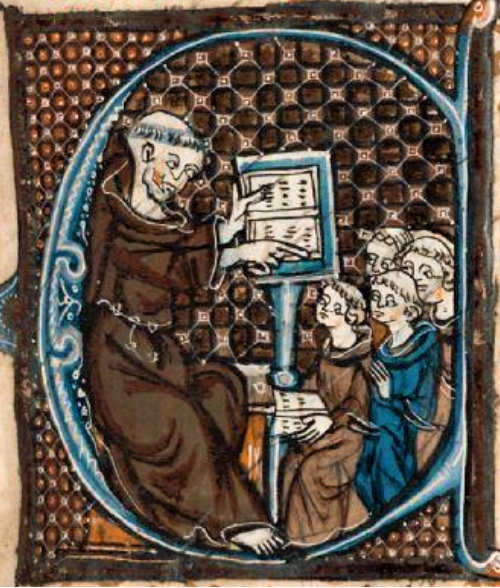
Miniatura della prima pagina del Liber de proprietatibus rerum.

Fu autore dell'enciclopedia De Proprietatibus Rerum.

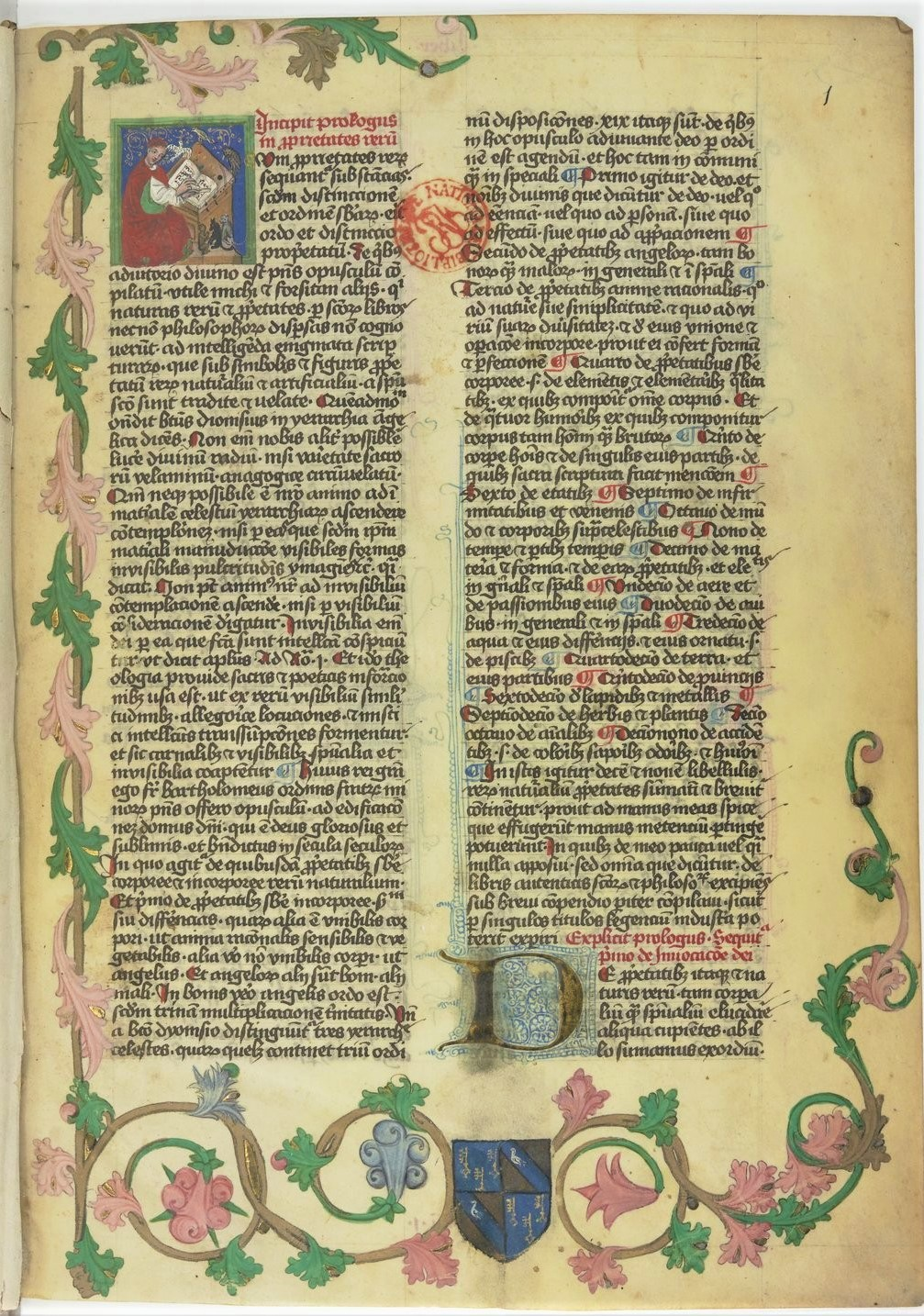
Prima pagina del ms. lat. 17817 contenente il De proprietatibus rerum.

## Biografia
La provenienza inglese di Bartolomeo Anglico è confermata sia dall'appellativo sia dalla familiarità che mostra di possedere con le fonti di origine inglese. La formazione di Bartolomeo si svolse probabilmente per i primi sei anni a Oxford o a Chartres, università particolarmente frequentata dagli studenti inglesi tra il XII e il XIII secolo, per poi concludersi con otto anni di studio di teologia a Parigi, dove si unì all'ordine francescano intorno al 1225. I primi riferimenti certi all'autore si trovano nella Cronica di Salimbene de Adam, che testimonia come Bartolomeo avesse insegnato all'università di Parigi, dove era conosciuto per le sue lezioni sulla Bibbia. La Cronica di Giordano da Giano relativa all'anno 1231 riporta poi il trasferimento del frate da Parigi al convento di Magdeburgo, nella nuova provincia di Sassonia, presso il cui studium proseguì l’attività di docente. Non si trovano altre testimonianze riferibili con certezza a Bartolomeo dopo il suo trasferimento a Magdeburgo. Giordano da Giano parla di un Bartolomeo, eletto nel 1262 padre provinciale di Austria e poi di Sassonia, morto nel 1272, ma l’identificazione con Bartolomeo Anglico è incerta; lo stesso si può dire dell’identificazione con Bartolomeo di Praga, padre provinciale di Boemia tra il 1255 e il 1256 e poi vescovo di Łuków nel 1257. Viene spesso erroneamente confuso con Bartolomeo de Glanville, a causa delle testimonianze di alcuni manoscritti e cataloghi.

## Opere
Opere la cui attribuzione a Bartolomeo Anglico è certa:
- De proprietatibus rerum (Sulle proprietà delle cose), opera enciclopedica in 19 libri;
- Allegoriae simul et tropologiae in utrumque Testamentum (Allegorie ovvero tropologie di entrambi i Testamenti);
- Allegoriae Veteris et Novi Testamenti (Allegorie su Antico e Nuovo Testamento);

Opere la cui attribuzione a Bartolomeo Anglico è incerta:
- Chronicon de sanctis (Vite di santi);
- Commentaria in evangelia Marci et Matthei (Commento ai Vangeli di Marco e Matteo);
- Postillae sacrae scripturae (Postille bibliche);
- Sermones (Sermoni).

## Liber de proprietatibus rerum

### Contenuto e struttura
È l’esempio tipico di un’enciclopedia di scienze naturali, che racchiude tutte le dimensioni della Creazione. È allo stesso tempo un bestiario, un’opera di teologia, astrologia e scienze naturali.
Si articola in 19 libri, il cui ordine segue quello della gerarchia dell’universo, come esplicitato nel Prologo. Il numero 19, somma dei dodici segni dello zodiaco e dei sette pianeti, ne rappresenta le finalità universali. All'interno di ogni libro, il materiale è organizzato in paragrafi che si succedono in ordine alfabetico.

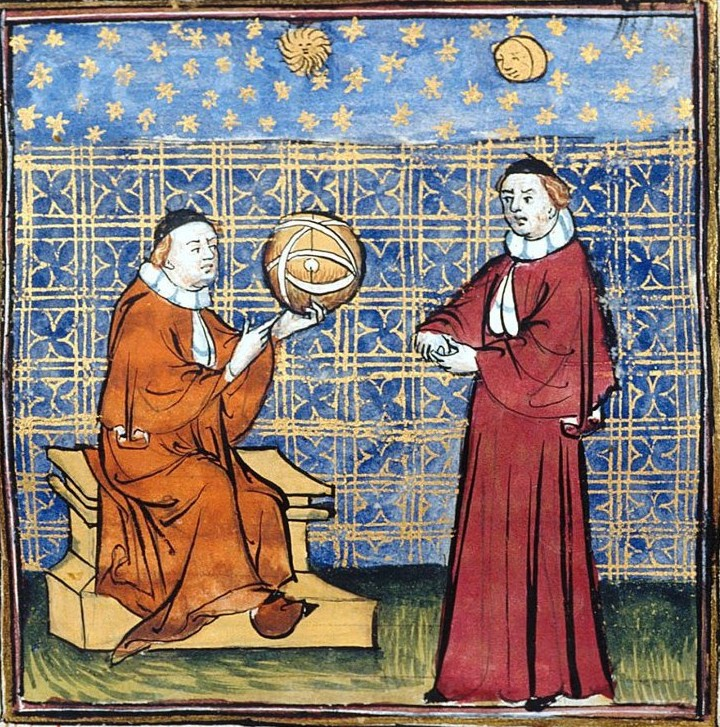
L'osservazione delle stelle, da un manoscritto del De proprietatibus rerum.

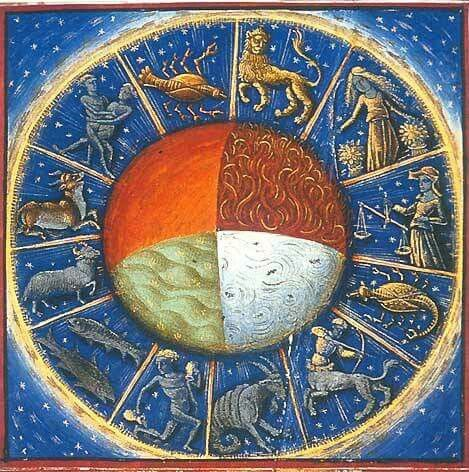
I quattro elementi e i dodici segni dello zodiaco, da un manoscritto del De proprietatibus rerum.

#### Libri I-III: il mondo immateriale
I. De Deo (sulle proprietà di Dio e della Trinità);

II. De angelis (sugli angeli);

III. De anima (sull’anima e la ragione).

#### Libri IV-VII: la natura dell’uomo
È la sezione più estesa e dettagliata dell’intera enciclopedia.

IV. De elementis (sugli umori e i temperamenti che governano il corpo umano);

V. De hominis corpore (sulle parti del corpo);

VI. De etate hominis (sulla vita e le età dell’uomo);

VII. De infirmitatibus (sulle patologie che affliggono il corpo). Questo libro non segue un ordine alfabetico, ma a capite ad calcem.

#### Libri VIII-IX: cosmologia
VIII. De mundo et coelo (sulla Terra e le sostanze celesti: il cosmo, gli astri e la luce);

IX. De temporibus (sul tempo e il movimento).

#### Libri X-XVIII: i quattro elementi (fuoco, aria, acqua, terra) e i loro fenomeni
X. De materia et forma (sulla materia e la forma);

XI. De aere (sui fenomeni meteorologici che caratterizzano il caelo sublunaris);

XII. De avibus (sugli abitanti dell’aria, cioè gli uccelli);

XIII. De aqua (sugli abitanti dell’acqua, cioè i pesci);

XIV. De montibus (sulla superficie della Terra e i suoi abitanti);

XV. De regionibus (sui territori e le nazioni);

XVI. De lapidibus (sui metalli e le pietre preziose);

XVII. De herbis et plantis (sulle piante);

XVIII. De animalibus (sugli animali terrestri).

#### Libro XIX: costituisce un’appendice
XIX. De accidentibus (sugli accidenti: i colori, gli odori, i sapori, le misure, i pesi e la musica).

### Rapporti con il genere enciclopedico
Il De proprietatibus rerum, una delle enciclopedie più popolari del Duecento, è una perfetta testimonianza del fervore culturale che attraversò questo secolo. La fioritura intellettuale avvenuta tra il XII e il XIII secolo, in seguito alla traduzione dal greco e dall’arabo in latino di molte opere scientifiche e filosofiche, portò infatti a un generale interesse verso queste discipline. I nuovi ordini mendicanti, la cui missione didattica e pastorale era rivolta in modo particolare all’esegesi biblica e alla predicazione, si assunsero spesso il compito di adattare questo bagaglio culturale di scienza e filosofia alle loro esigenze, rispondendo alle necessità di formazione del clero e dei laici, con finalità didattiche e educative: questi fenomeni furono i catalizzatori di un rinnovamento del genere enciclopedico. Queste nuove enciclopedie, diverse tra loro per estensione ed organizzazione interna, vennero create come libri di facile consultazione per predicatori e studenti, che spesso non avevano accesso a un’ampia libreria o non potevano permettersi una biblioteca personale.
L’opera di Bartolomeo Anglico può essere accostata ad altre compilazioni enciclopediche ad essa contemporanee. Tra queste opere si ricordano:
- De Naturis Rerum di Alexander Neckam, più breve e dagli scopi più dichiaratamente didattici, opera che Bartolomeo dimostra di conoscere citandola come autorità;
- De Natura Rerum di Tommaso di Cantimpré, opera simile per struttura al De proprietatibus rerum ma meno completa nelle fonti, che segue un ordine che parte dall’uomo per arrivare alle realtà inferiori[10];
- Speculum maius di Vincenzo di Beauvais, enciclopedia in tre volumi che sin dalla pubblicazione si impone come punto di riferimento all’interno del genere enciclopedico a causa della sua mole e completezza.

### Le fonti
Nei manoscritti del De proprietatibus rerum, all'epilogo segue un elenco delle fonti utilizzate dall'autore nella compilazione della propria opera; questo elenco viene preposto al testo nell'edizione del 1601. Tuttavia, le 105 fonti elencate non sono le uniche ad essere state effettivamente utilizzate da Bartolomeo; esse, inoltre, sono spesso incomplete e inesatte.
In generale, il frate utilizza una tecnica di intersezione sincretistica delle fonti che rende la materia trattata più leggibile e accessibile rispetto, ad esempio, alla giustapposizione di fonti. Bartolomeo usa tre metodi per riferirsi alle opere di cui si serve.
1. Nomina un autore o un’opera, senza però citare le esatte parole utilizzate nel testo a cui si riferisce. Usa questo metodo quando vuole fornire una propria spiegazione, aggiungendo poi, ad esempio “come afferma Agostino”, per dare autorevolezza alla propria opinione.
2. Più frequentemente, adatta le parole usate dalla propria fonte attraverso una complessa parafrasi.
3. Altre volte, Bartolomeo cita direttamente la sua fonte, usando le parole che trova nel manoscritto che aveva a disposizione. Spesso non specifica il libro e il capitolo a cui fa riferimento, ma utilizza la clausola “ut dicit” seguita dal nome dell’autore.

Per quanto riguarda la tipologia delle fonti che Bartolomeo utilizza, si può seguire la distinzione che egli stesso fa nel prologo, tra le opere dei patres e quelle dei philosophi.

#### Le opere deipatres
Con questo termine, Bartolomeo si riferisce agli scritti di esegesi biblica, a quelli dei Padri della Chiesa, e alle opere di teologia. Le opere di esegesi biblica più citate sono la Glossa ordinaria nella versione di Gilberto Porretano e l'Historia scolastica di Pietro Comestore. Per quanto riguarda i Padri della Chiesa, Bartolomeo cita frequentemente Girolamo, Agostino, Ambrogio, Gregorio Magno. Le opere di teologia maggiormente utilizzate sono quelle più diffuse nell'ambiente parigino della prima metà del XIII secolo: le Sententiae di Pietro Lombardo, la Summa aurea di Guglielmo d'Auxerre, le opere di Ugo e Riccardo di San Vittore, gli scritti dello Pseudo-Dionigi, il De Fide Orthodoxa di Giovanni di Damasco e Rabano Mauro. Attraverso l’uso di questi scritti, Bartolomeo cita indirettamente anche altri autori come Boezio e Agostino.

#### Le opere deiphilosophi
Fanno parte di questa categoria gli autori di opere scientifiche e filosofiche scritte in epoca classica e nel Medioevo.

Le due fonti di storia naturale maggiormente utilizzate sono le Etimologiae di Isidoro di Siviglia, di cui Bartolomeo cita 660 capitoli, e l'Historia Naturalis di Plinio. L’opera di Isidoro rappresenta per Bartolomeo una guida sia per il contenuto sia per la struttura complessiva.
Oltre a Plinio e Isidoro, un apporto significativo viene dalle opere scientifiche di Aristotele, rese accessibili dalle traduzioni dall'arabo e dal greco. Bartolomeo conosceva bene anche i commenti ad Aristotele composti dagli autori arabi, ovvero il commento al De Animalibus di Avicenna tradotto in latino da Michele Scoto, nonché le opere di Averroè.
Le sezioni di argomento medico, che occupano uno spazio notevole nel De proprietatibus rerum (libri IV-VII), testimoniano l’incontro di diverse tradizioni. Accanto ai testi antichi di Ippocrate e di Galeno e alle opere incluse nell'Articella, una raccolta di trattati di argomento medico, si trovano le traduzioni dall'arabo al latino di Costantino l’Africano e alcuni testi riconducibili alla Scuola di Salerno. A queste opere si aggiunge il Liber Canonis del già citato Avicenna, nella traduzione in latino di Gerardo di Cremona.
Le fonti per le sezioni scientifiche, oltre a Plinio, sono le opere di Dioscoride, Matteo Plateario, Isaac Israeli ben Solomon, e Tolomeo.
Bartolomeo dimostra anche una certa familiarità con i classici latini e greci, che tuttavia non cita frequentemente a causa della natura scientifica della propria opera. In particolare, vengono nominati Virgilio, Cicerone, Ovidio Orazio, Lucano, Omero, Platone ed Erodoto.

#### Fonti del XIII Secolo
Oltre alle fonti già citate, nell'opera di Bartolomeo Anglico si può identificare l’influenza di autori a lui contemporanei, ovvero morti dopo il 1200. Ogni libro del De proprietatibus rerum contiene almeno un accenno a questi scrittori, tutti allievi o insegnanti nell'ambiente parigino. Tra questi si ricordano Alexander Neckam, Alfredo di Sareshel, Alano di Lilla, Alessandro di Hales, Gilles de Corbeil, Everard de Béthune, papa Innocenzo III, Jacques de Vitry, Pietro di Spagna, Pierre Riga, Riccardo Rufo di Cornovaglia, Guglielmo di Auxerre e Guglielmo di Conches.

### Datazione
La datazione dell’opera deve essere effettuata sulla base di criteri interni al testo, in quanto i primi riferimenti espliciti all'enciclopedia risalgono solamente al 1284, in una lista dei libri richiesti a uno stazionario parigino per la copia. Inoltre, una datazione assoluta dell’opera è impossibile se non nei suoi termini ante quem e post quem; più certa è invece la datazione dei singoli libri. Alcuni elementi permettono di collocare la stesura di parti dell’opera durante gli anni di insegnamento parigino di Bartolomeo Anglico: prima, quindi, del 1231, quando il frate venne trasferito a Magdeburgo. Nel De proprietatibus rerum, infatti, si citano autori e opere che il frate avrebbe potuto conoscere solo nello stimolante ambiente della capitale francese di quegli anni. Segnatamente, nel libro VIII la traduzione del De coelo et mundo di Aristotele effettuata da Michele Scoto viene definita novam translationem: poiché la traduzione risale al 1217 ed essa giunse a Parigi all'inizio degli anni ’20, si può ritenere la composizione di questo libro di poco successiva. Inoltre, nel libro XIX il filosofo Averroè, la cui fama si stava diffondendo a Parigi proprio tra il 1220 e il 1230, viene citato per nome. Infine, l’utilizzo del De colore di Grossatesta nel libro XIX si collega anch'esso all'ambiente parigino degli anni 1225-1230. D’altro canto, altri elementi permettono di affermare che Bartolomeo Anglico abbia ultimato e aggiornato la sua opera durante gli anni dell’insegnamento a Magdeburgo, ovvero dopo il 1231. In particolare, nel libro VIII si cita la Summa Theologica di Alessandro di Hales, pubblicata nel 1243; questo permette di datare la scrittura di questa parte dell’opera agli anni successivi a tale data, a meno di non ipotizzare che Bartolomeo Anglico si fosse basato su una versione della Summa precedente a quella definitiva. Un altro indizio che mette in relazione la composizione del libro VIII con gli anni successivi al 1231 sono i richiami all'enciclopedia di Arnoldus Saxo, la cui opera era diffusa in Sassonia. Si ritiene, pertanto, che Bartolomeo non abbia scritto l’opera in maniera lineare, seguendo l’ordine dei libri, ma piuttosto che alcuni libri abbiano subito più fasi di scrittura e rielaborazione nei due diversi contesti culturali in cui il frate si trovò ad operare.

### Finalità e pubblico
Bartolomeo afferma che l’obiettivo della propria opera è quello di essere una guida al mondo, dedicata soprattutto agli studenti della Bibbia. Nel prologo il frate dichiara che la sua opera si è dimostrata utile a sé stesso e agli altri per la comprensione dei misteri delle Scritture, nascosti dallo Spirito Santo attraverso simboli e figure nella natura e nell'uomo:
Est presens opusculum compilatum, utile mihi et forsitan aliis […] ad intelligenda enigmata Scripturarum, que sub symbolis et figuris proprietatum rerum naturalium et artificialium a Spiritu Sancto sunt tradite et velate.
Nel libro III, Bartolomeo ribadisce come la propria intenzione sia quella di descrivere il funzionamento dei fenomeni materiali, per permettere all'animo di avvicinarsi alla conoscenza di quelli spirituali:
In his ergo et in aliis operationis nature conditionibus admiranda est divina sapientia, que per ista et talia consimilia dat nobis quadammodo intelligere qualiter per ista sensata materialia ad intellectum eorumque sunt supra sensum sint paulatim cordis interiora ad intelligentiam spiritualium promuovenda. Et proper hoc simpliciter est in hoc opuscolo mea intentio et finis meus.
Oltre agli studenti, l’opera era destinata anche ai religiosi, che in essa potevano trovare utili indicazioni di natura pratica, nonché a chiunque volesse reperire rapidamente informazioni di ogni tipo, e in particolare ai predicatori.

### Lo stile
Il De proprietatibus rerum è scritto in uno stile chiaro, diretto e piacevole, caratterizzato dall'uso di un lessico perlopiù semplice e comprensibile, adeguato al pubblico di riferimento. Rispetto ad altri autori a lui contemporanei, Bartolomeo Anglico presta maggiore attenzione alla correttezza grammaticale del proprio scritto, senza tuttavia che il latino da lui utilizzato raggiunga la cura formale tipica di autori come Giovanni di Salisbury. Lo stile di Bartolomeo Anglico si caratterizza per l’uso costante del cursus, e in particolare del cursus velox. Si veda ad esempio III.13.42,47: perpetuo permansiva, libere electiva. Un’altra caratteristica distintiva è l’uso estremamente frequente delle clausole "est + aggettivo verbale", utilizzate spesso al posto dei verbi (est representativa, est contentiva, est perfectiva, dedicativa, electiva, est apprehensiva).

### Traduzione dell’opera

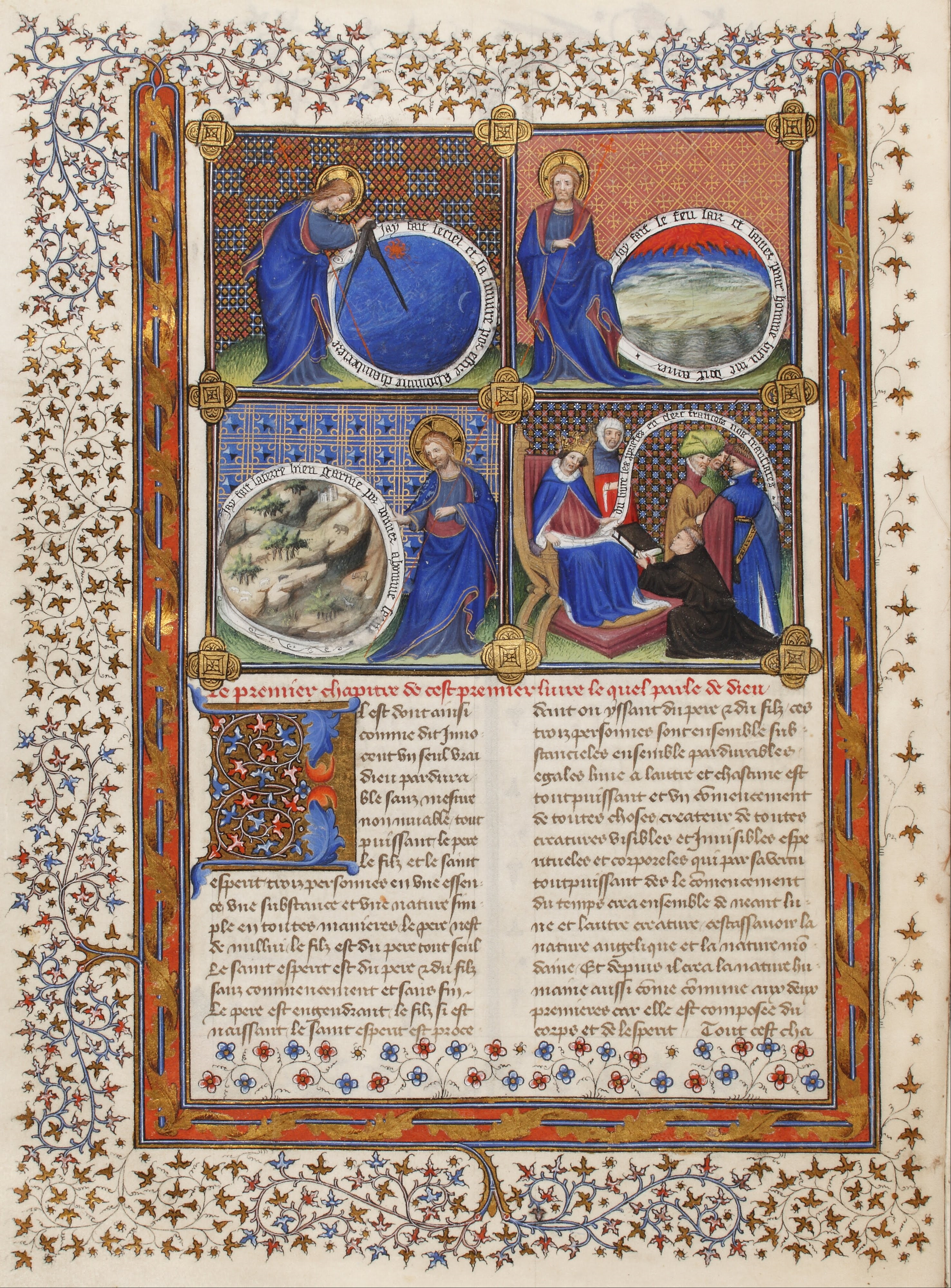
La Creazione nel Livre des propriétés des choses.

Il Liber de proprietatibus rerum fu una delle enciclopedie più diffuse, citate e tradotte nel Medioevo. La popolarità che raggiunse nel XIII secolo, tradizionalmente attribuita alle sue caratteristiche di completezza e facile consultazione, che rispondono alle esigenze di un pubblico vasto e variegato, continuò ad aumentare nel secolo successivo: la maggioranza dei testimoni, infatti, risalgono al XIV secolo. Secondo Meyer l’opera è attualmente tramandata da c.a. 200 testimoni, a cui si aggiungono le edizioni a stampa. L'editio princeps fu stampata a Norimberga nel 1492.
La popolarità dell’opera è testimoniata dai numerosi volgarizzamenti, risalenti soprattutto al XIII e XIV secolo. Le traduzioni in volgare sono, in ordine cronologico:
- Una traduzione anglonormanna anonima del libro XV del 1260 c.a.[32];
- Un compendio in volgare mantovano del notaio Vivaldo Belcalzer[33];
- Il Livre des proprietez des choses, traduzione francese del 1372 fatta da Jean Corbechon per Carlo V[34];
- Una traduzione provenzale anonima intitolata Elucidari de las proprietats de totas res naturals, allestita per il conte Gastone III Febo entro il 1391[35];
- Una traduzione inglese fatta da John Trevisa nel 1398[36];
- Due traduzioni spagnole del XV secolo: una, tradita da un manoscritto unico, che contiene un rimaneggiamento del testo latino del De proprietatibus rerum; l’altra, trasmessa da un incunabolo del 1494 e attribuita al monaco Vicente de Burgos, tradotta dal testo francese di Jean Corbechon[37];
- Una traduzione fiamminga anonima, pubblicata nel 1485[38].

### Edizioni del Liber de proprietatibus rerum
- De genuinis rerum coelestium, terrestrium et inferarum proprietatibus, libri 18. […] Cui accessit liber 19. De variarum rerum accidentibus […], procurante D. Georgio Bartholdo Pontano a Braitenberg, Francofurti, 1601.
- De Rerum Proprietatibus, Frankfurt am Main, 1964 (ristampa anastatica dell’edizione del 1601).
- On the Properties of Soul and Body. De Proprietatibus Rerum Libri III et IV, ed. by Raymond James Long, Toronto, 1979.
- De proprietatibus rerum, vol. I, Introduction générale (B. Van den Abeele), Prohemium (H. Meyer), libri I-IV (M. W. Twomey, B.Roling, R. J. Long), Turnhout, 2007.
- De proprietatibus rerum, Liber XVII, ed. I. Ventura, Turnhout, 2007.

### Studi critici
- G. E. Se Boyar, Bartholomaeus Anglicus and His Encyclopaedia, in “The Journal of English and Germanic Philology”, Vol. 19, No. 2 (Apr. 1920), pp. 168–189
- L. Sturlese, Florilegi filosofici ed enciclopedie in Germania nella prima metà del Duecento. Gli scritti di Arnoldo di Sassonia e di Bartolomeo l’Inglese e la diffusione della scienza araba ed aristotelica nella cultura tedesca, in “Giornale critico della filosofia italiana”, LXIV (1990), pp. 293–319
- M. C. Seymour, Bartholomaeus Anglicus and his Encyclopaedia, Brookfield, 1992
- J. G. Lidaka, Bartholomaeus Anglicus in the Thirteenth Century, in "Pre-Modern Encyclopaedic Texts, Proceedings of the second COMERS Congress (Groningen, 1-4 July 1996)", ed. by Peter Binkley, Leiden, 1997, pp. 393–406
- H. Meyer, Die Enzyklopädie des Bartholomaeus Anglicus. Untersuchungenzur Überlieferungs- und Rezeptionsgeschichte von ‘De Proprietatibus Rerum’, München, 2000
- M. L. Maggioni, Modern technologies for the study of Middle English translation techniques: a computer-aided analysis of Trevisas translation of De Proprietatibus Rerum (Books I-V), in AA.VV., Mots Palabras Words, 2002, pp. 25–34
- R. Casapullo, Sull’edizione di un testo mediolatino a tradizione sovrabbondante: il “De proprietatibus rerum” di Bartolomeo Anglico, in “Filologia italiana”, IX (2012), pp. 9–25
- I. Ventura, Bartolomeo Anglico e la cultura filosofica e scientifica dei frati nel XIII secolo: aristotelismo e medicina nel De proprietatibus rerum, in "I Francescani e le Scienze. Atti del XXXIX Convegno Internazionale Assisi, 6-8 Ottobre 2011", Atti dei Convegni della Società Internazionale di Studi Francescani e del Centro Universitario di Studi Francescani (Spoleto: Fondazione Centro Italiano di Studi sull’Alto Medioevo, 2012), pp. 49–140